# ま
ま、マは、日本語の音節のひとつであり、仮名のひとつである。1モーラを形成する。五十音図において第7行第1段（ま行あ段）にある。

## 概要

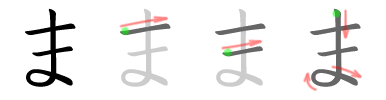
「ま」の筆順

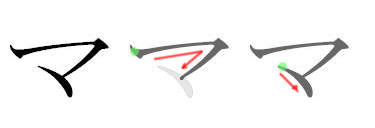
「マ」の筆順

- 現代標準語の音韻: 1子音と1母音からなる音 /ma/。両唇を閉じて鼻から声を出す有声子音/m/とあからなる音。
- 五十音順: 第31位。  「ほ」の次、 「み」の前。
- いろは順: 第30位。「や」の次、「け」の前。
- 平仮名「ま」の字形: 「末」の草体
- 片仮名「マ」の字形: 「末」の上の部分と「万」の混合
- ローマ字: ma
- 点字:
- 通話表: 「マッチのマ」
- モールス信号: －・・－
- 手旗信号：9→5

- 発音: ま[ヘルプ/ファイル]

## ま に関わる諸事項
- 変体仮名:「馬」
- 「マ」 - 日本の客車の重量記号。積車重量42.5～47.5t未満のボギー客車を指す。